# Chloraspilates bicoloraria
Chloraspilates bicoloraria là một loài bướm đêm trong họ Geometridae.